# Bogi Hansen
Bogi Hansen (født 1945) er en færøsk oceanograf på Fiskerilaboratoriet i Thorshavn, professor i oceanografi (2006) ved Færøernes Universitet og forfatter til videnskabelige og populærvidenskabelige bøger. 
Bogi Hansen har deltaget i et stort antal nordiske og globale forskningsprogrammer. Han er formand for Vestnordisk Oceanklimaforskning, et projekt som har haft indflydelse på klima og fiskeriforskningen. Han har et omfattende videnskabeligt arbejde bag sig, og han har flere gange fået publiceret sine resultater i Nature og Science.
Bogi Hansen har bl.a. påvist at den globale opvarmning påvirker de økologiske
systemer omkring Færøerne og dermed den færøske økonomi.
Bogi Hansen har deltaget i et stort antal nordiske og globale forskningsprogrammer. Han er nu formand for Vestnordisk Oceanklimaforskning, der er et projekt som har haft indflydelse på klima og fiskeriforskningen. 
Han fik Nordisk Råds Natur og Miljøpris omfattende forskning omkring klima og oceanografi i de nordiske havområder. Især fremhæves hans arbejde gennem lang tid med forskning omkring havstrømme og risikoen for at blandt andet Golfstrømmen skulle kunne tage en anden retning.

## Hæder
- 2001 Færøernes litteraturpris for sin bog Havet.[3]
- 2006 Nordisk Råds Natur- og Miljøpris på 350.000 kr.[4]

## Privat
Bogi Hansen er far til komponisten Tróndur Bogason og svigerfar til Eivør Pálsdóttir (sanger). Han er Bergtóra Hanusardóttirs (forfatter) eksmand.